# Henry (enhet)

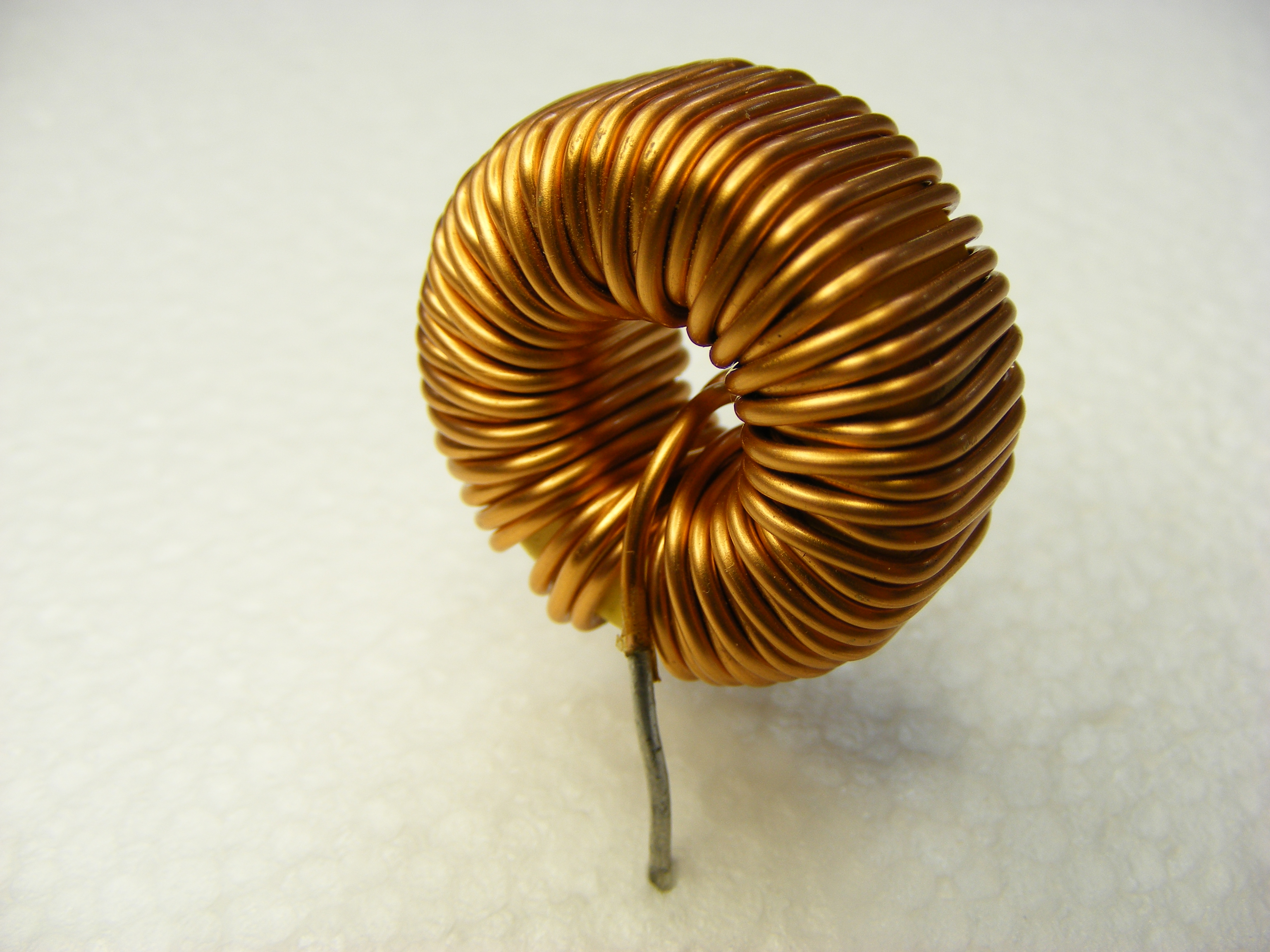
En induktor bestående av strömledare lindad kring en ringformad magnetisk kärna.

Henry (H) är SI-enheten för induktans. Induktansen hos en elektrisk krets är 1 henry om en elektrisk ström som ändras med 1 ampere per sekund orsakar en elektromotorisk kraft av 1 volt över induktorn:
{\displaystyle V(t)=L{\frac {dI}{dt}}},
där {\displaystyle V(t)} betecknar den resulterande spänningen över kretsen, {\displaystyle I(t)} är strömmen genom kretsen och {\displaystyle L} är kretsens induktans.
Uttryckt som en kombination av SI-enheter, är 1 henry 
{\displaystyle {\text{H}}={\dfrac {{\text{kg}}{\cdot }{\text{m}}^{2}}{{\text{s}}^{2}{\cdot }{\text{A}}^{2}}}={\dfrac {{\text{kg}}{\cdot }{\text{m}}^{2}}{{\text{C}}^{2}}}={\dfrac {\text{J}}{{\text{A}}^{2}}}={\dfrac {{\text{T}}{\cdot }{\text{m}}^{2}}{\text{A}}}=}
{\displaystyle ={\dfrac {\text{Wb}}{\text{A}}}={\dfrac {{\text{V}}{\cdot }{\text{s}}}{\text{A}}}={\dfrac {{\text{s}}^{2}}{\text{F}}}={\dfrac {\Omega }{\text{Hz}}}=\Omega {\cdot }{\text{s}}}
Enheten är uppkallad efter amerikanen Joseph Henry (1797–1878).